# Josef Ternström
Josef Ternström (né le 4 décembre 1888 - mort le 2 mai 1953) est un ancien athlète suédois spécialiste du cross-country. 

## Palmarès

### Jeux olympiques d'été
- Athlétisme aux Jeux olympiques de 1912 à Stockholm,  Suède
  - 5e du cross-country individuel
  -  Médaille d'or du cross-country par équipes